# Magdalena de Ulloa
Magdalena de Ulloa (Toro, 1525 – Valladolid, 11 de junio de 1598) fue una noble española, que se encargó de la educación de Juan de Austria, instruyéndole en las artes, las letras y la religión.

## Biografía
Fue hija de Juan de Ulloa, señor de la Mota de San Cebrián y de la Vega del Condado, y de María de Toledo, de la casa de los Condes de Luna.
En 1549 se casó con Luis de Quijada; al año siguiente recibieron licencia de Carlos I para vivir en Villagarcía de Campos, cabeza de su señorío. La pareja crio al hijo del emperador, al que llamaron Jeromín, como si fuese hijo propio. En 1573 fundó en Valladolid un refugio para prostitutas arrepentidas, la Casa Pía de Santa María Magdalena, que fue regentada por religiosas dominicas, estando al frente algunos años Magdalena de San Jerónimo. En Oviedo, promovió y fundó en 1578 un colegio de jesuitas, que pervivió hasta el siglo XIX. Julio Somoza escribió en Registro asturiano (1927), que el P. Juan de Villafañe SJ, publicó en 1773 una biografía de la sra Ulloa, Relación histórica de la vida y virtudes de la Excma. Sra. Dª Magdalena de Ulloa, Toledo, Ossorio y Quiñones.